# Indische rotsmus
De Indische rotsmus (Gymnoris xanthocollis synoniem: Petronia xanthocollis) is een vogel uit de familie mussen (Passeridae). De vogel komt voor in het Midden-Oosten.

## Kenmerken

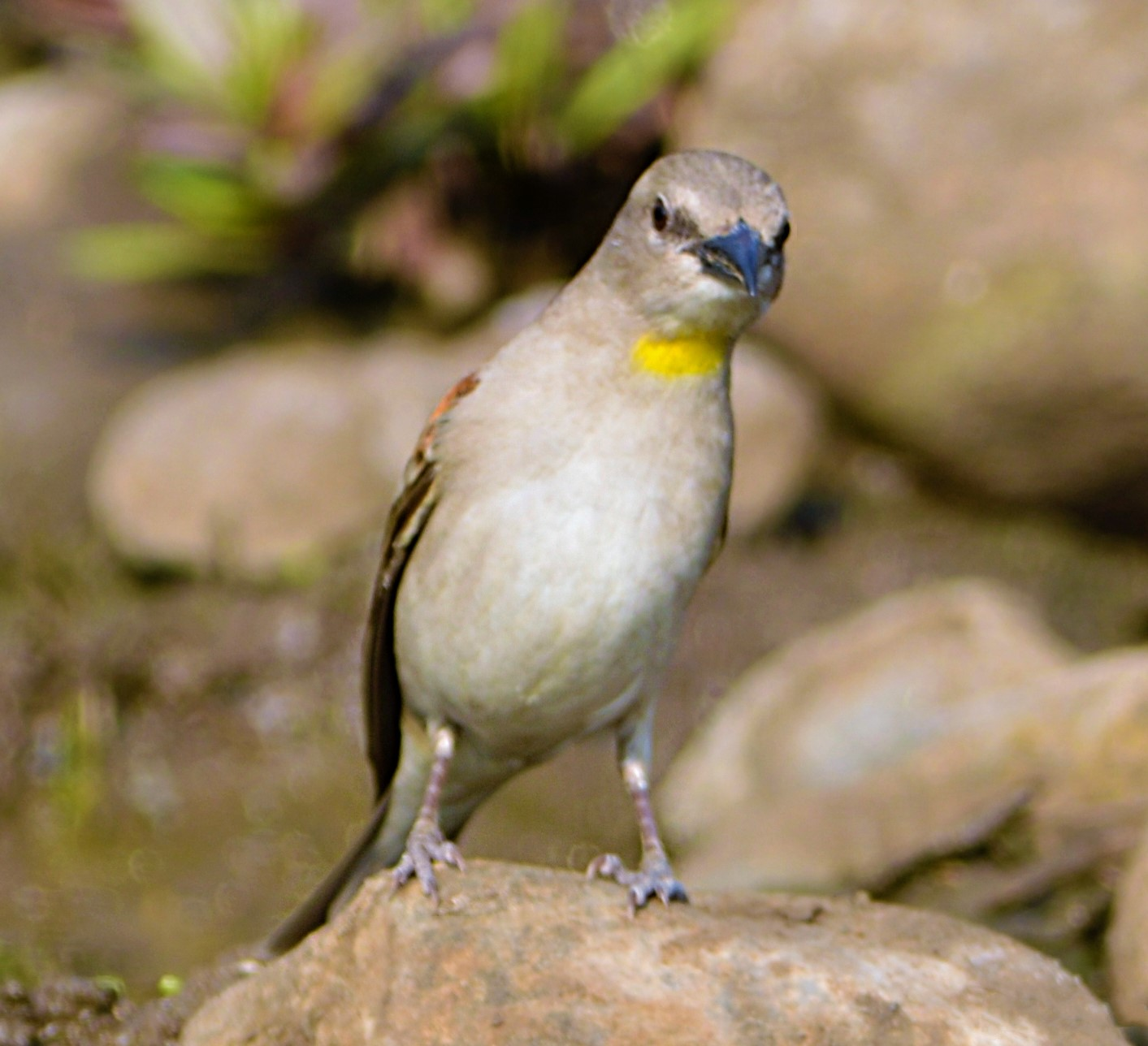
Indische rotsmus (met gele keel goed zichtbaar)

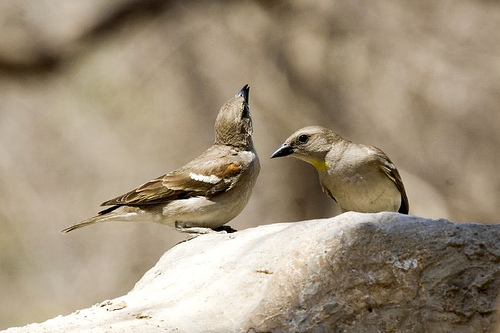
Indische rotsmus

De vogel is 12,5 tot 14 cm lang en weegt 14 tot 20 gram. De vogel is saai gekleurd olijfbruin van boven en bleek, lichtbruin van onder. Op de keel zit een vuilgele vlek. Het meest opvallend is de dubbele lichte vleugelstreep. De snavel is betrekkelijk smal en lang.

## Verspreiding en leefgebied
Er zijn twee ondersoorten:
- G. x. transfuga (ZO-Turkije en ZO-Irak tot in ZW-Afghanistan en Z-Pakistan)
- G. x. xanthocollis (NO-Afghanistan, N-Pakistan en India)

Het leefgebied bestaat uit open, heuvelend landschap, licht bebost gebied, struikgewas, cultuurland met dorpen, tuinen tot op 1500 m boven de zeespiegel.

## Status
De grootte van de populatie is niet gekwantificeerd. Men veronderstelt dat de soort in aantal stabiel blijft. Om deze redenen staat de Indische rotsmus als niet bedreigd op de Rode Lijst van de IUCN.